# Kazunari Ichimi
Kazunari Ichimi (jap. 一美 和成, Ichimi Kazunari; * 10. November 1997 in Yatsushiro, Präfektur Kumamoto) ist ein japanischer Fußballspieler.

## Karriere
Kazunari Ichimi erlernte das Fußballspielen in der Jugendmannschaft von Esperanza Kumamoto sowie in der Schulmannschaft der Kumamoto Ozu High School. Seinen ersten Vertrag unterschrieb er 2016 bei Gamba Osaka. Der Verein aus Suita, einer Stadt in der nördlichen Präfektur Osaka, spielte in der höchsten japanischen Liga, der J1 League. Die U23-Mannschaft von Osaka spielte in der dritten Liga, der J3 League. 2018 spielte er 21-mal in der U23-Mannschaft. Die Saison 2019 wurde er an Kyōto Sanga ausgeliehen. Mit dem Verein aus Kyōto spielte er 36-mal in der zweiten Liga. Direkt im Anschluss wurde er ab Anfang 2020 an den Erstligaaufsteiger Yokohama FC nach Yokohama ausgeliehen. Für Yokohama stand er 31-mal in der ersten Liga auf dem Spielfeld. Nach der Ausleihe kehrte er Anfang 2021 zu Gamba zurück. Nach insgesamt 27 Ligaspielen für Gamba wechselte er im August 2021 zum Ligakonkurrenten Tokushima Vortis. Am Ende der Saison musste er mit Vortis den Weg in die Zweitklassigkeit antreten. Nach insgesamt 37 Ligaspielen wechselte er im Januar 2023 zu seinem ehemaligen Verein Kyōto Sanga. Hier bestritt er bis Mitte 2024 25 Ligaspiele. Im Juli 2024 wechselte er in die zweite Liga. Hier schloss er sich in Okayama Fagiano Okayama an. Am Ende der Saison 2024 belegte er mit Okayama den fünften Tabellenplatz und qualifizierte sich somit zu den Aufstiegsspielen zur ersten Liga. Hier konnte man sich im Finale gegen Vegalta Sendai durchsetzen und stieg somit in die erste Liga auf.